# سارة كونور
سارة كونور (بالألمانية: Sarah Connor)‏ (و. 1980  م) هي مغنية ألمانية، ولدت في دلمنهورست.

## وصلات خارجية
- سارة كونور على موقع IMDb (الإنجليزية)
- سارة كونور على موقع ميوزك برينز (الإنجليزية)
- سارة كونور على موقع أول ميوزيك (الإنجليزية)
- سارة كونور على موقع ديسكوغز (الإنجليزية)
- سارة كونور على موقع قاعدة بيانات الفيلم (الإنجليزية)
- سارة كونور على موقع كينوبويسك (الروسية)

- سارة كونور في قاعدة بيانات الأفلام على الإنترنت